# Fortaleza de San Juan Bautista
La fortaleza de São João Baptista, también conocida como castelo de São João Baptista, castelo de São Filipe, fortaleza de São Filipe o simplemente fortaleza do Monte Brasil, se localiza en la ciudad y municipio de Angra do Heroísmo, en Isla Terceira, en Azores.
Se sitúa sobre el istmo de la península de Monte Brasil, en el lado occidental de la bahía de Angra y oriental de la del Fanal, integrando un complejo defensivo cuya construcción dio comienzo durante la Dinastía Filipina (1580-1640). Constituye la fortificación más importante del archipiélago, uno de los vértices del triángulo defensivo que protegía las flotas que traían la plata americana y los productos de la India y de Brasil. Los otros vértices eran los complejos fortificados de La Habana, en Cuba y de Cartagena de Indias en Colombia.
Hoy en día es, junto a la de Aguanda en Goa (India), una de las mayores fortalezas que se conservan. En nuestros días se ha convertido en el cuartel del Regimento de Guarnição nº 1 (RG1) - Regimento de Angra do Heroísmo.

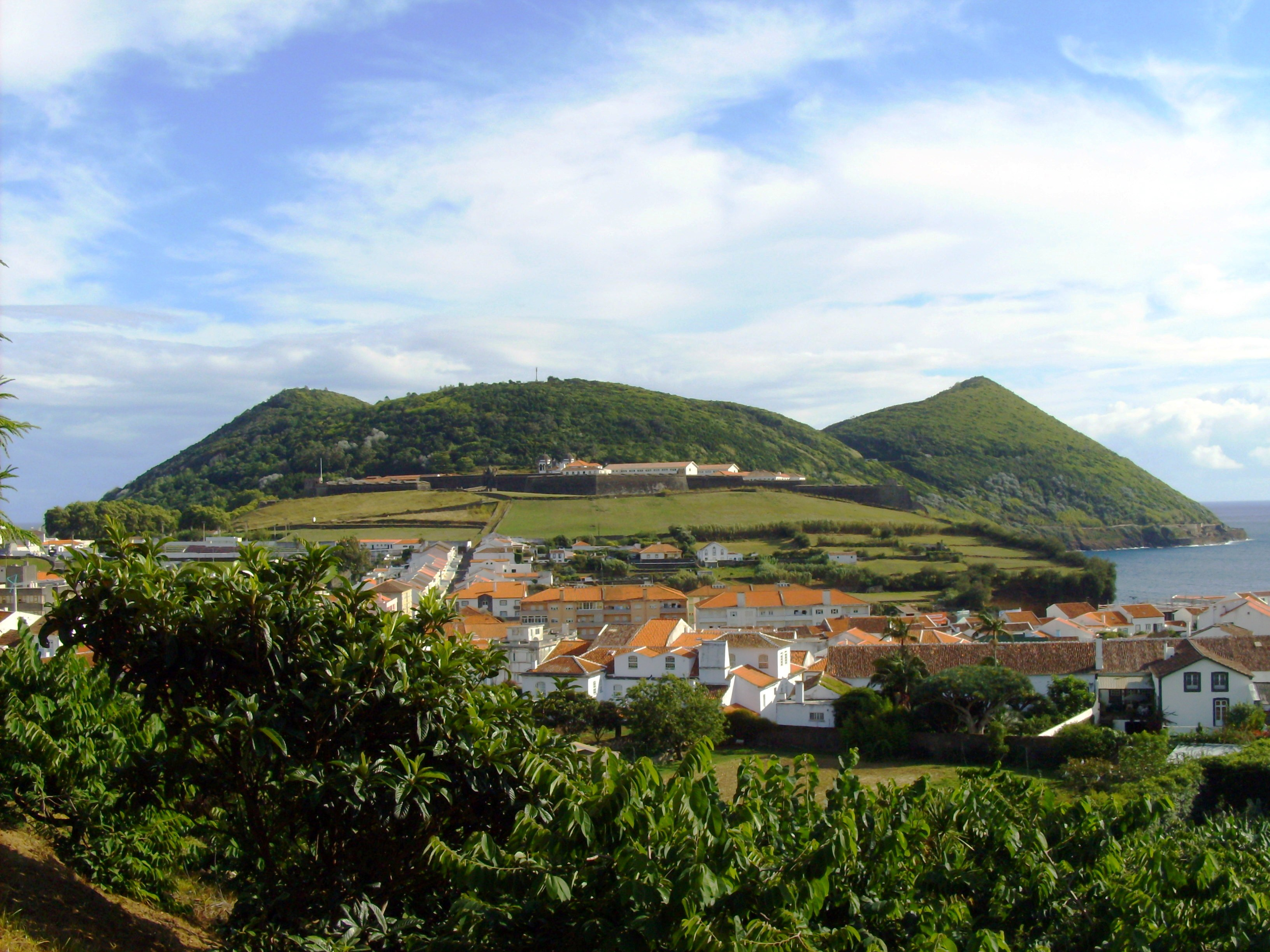
Fortaleza de São João Baptista: murallas filipinas cerrando el istmo.

## Historia

### Antecedentes

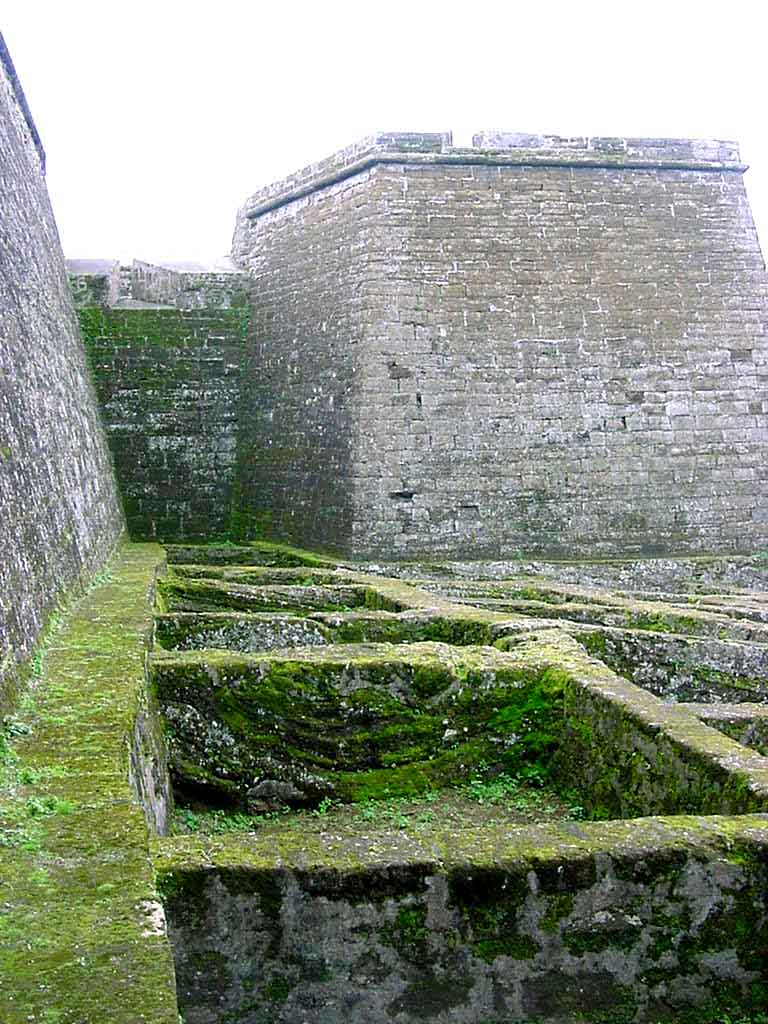
Fortaleza de São João Batista: "Bocas de lobo" ante las murallas.

Ya a mediados del siglo XVII, el ingeniero Bartolomeu Ferraz había comenzado a estudiar medidas para la defensa de las azores frente a los asaltos de piratas y corsarios. En su informe para la Corona Portuguesa, este profesional informaba de que las islas de São Miguel, Terceira, Isla de São Jorge!Sao Jorge, Fayal y Pico se hallaban en situación de vulnerabilidad frente a los ataques de los corsarios ingleses, franceses y holandeses y que era preciso mejorar la seguridad de la zona. Durante los reinados de Juan III y Don Sebastián se rediseñó el sistema defensivo con la colaboración del arquitecto militar Tommaso Benedetto. Este, comprendiendo que la amenaza debía venir forzosamente por mar, concentró la defensa en los puertos y ensenadas, protegidos por las poblaciones locales y sus ayuntamientos.

### La Dinastía filipina
La Fortaleza de Monte Brasil fue erigida durante el dominio de la Dinastía Filipina, tras la conquista de Terceira por las tropas españolas de Álvaro de Bazán durante la Guerra anglo-española en la que emergieran como figuras destacadas Francis Drake, el Conde de Essex y Walter Raleigh, que atacó Horta en 1597.

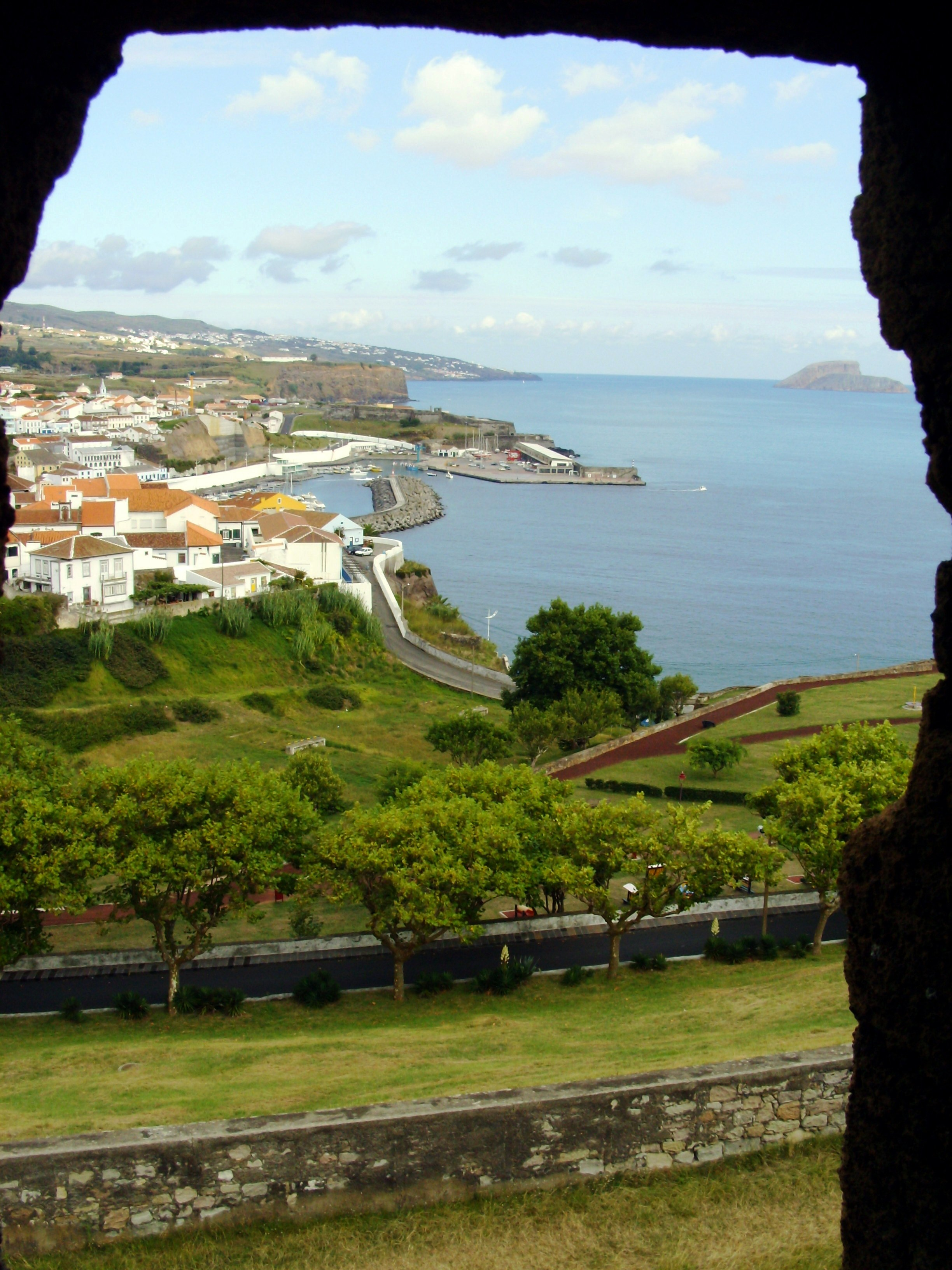
Fortaleza de São João Baptista: vista de la bahía de Angra.

Sus funciones eran múltiples. Por un lado, la protección del puerto de Angra y de las flotas coloniales que recalaban en el contra los asaltos de la piratería berberisca y de los corsarios protestantes, ya que era en Azores donde se unían todos los tornaviajes para cumplir juntos el último tramo hasta la península ibérica; y por otro, concentrar las tropas españolas empleadas en la defensa de la isla.
Las obras para su construcción dieron comienzo en 1593, fecha en que se puso la primera piedra en el baluarte de Santa Catarina, con la asistencia de António de la Puebla, gobernador del presidio y  del obispo de Angra, D. Manuel Gouveia según proyecto de los ingenieros Giovanni Vicenzo Casale y sus discípulos, Tibúrcio Spanochi y Anton Coll. En lo ensencial, el esquema defensivo de la fortificación es obra de Spannocchi, que lo concibió durante una visita a la isla entre 1583 y 1584, cuando formaba parte del Ejército del Marqués de Santa Cruz, mientras que la resolución de los problemas técnicos de la construcción obedecen a Coll, que continuaría en las obras hasta su muerte en 1618.
Fue bautizada Fortaleza de São Filipe en homenaje al rey Felipe II de España. Los trabajos se prolongaron hasta el mandato del gobernador Fajardo; de esta época data la construcción de la cisterna, compuesta por tres cuerpos y de las caballerizas, sobre las que se yergue el actual Palácio do Governador, y la ermita de Santa Catarina de Sena, dedicada posteriormente al Espíritu Santo.
La mano de obra empleada estuvo constituida principalmente por canteros locales, y reforzada por galeotes y soldados de la guarnición, en una práctica iniciada por el gobernador Diogo de Miranda Queiroz, pero que conoció su auge durante el gobierno de Fajardo. La teoría defendida por autores como Araujo, según la cual la fortaleza habría sido erigida gracias al trabajo de azorianos condenados a trabajos forzados resulta hoy discutible. Los terceirenses, al igual que el resto de habitantes del archipiélago tuvieron que soportar, eso sí, aumento de impuestos.
Asediado durante la Guerra de Restauración portuguesa durante casi un año. Se rindió a los portugueses el 4 de marzo de 1642.

### ElsigloXIXy la Guerra Civil

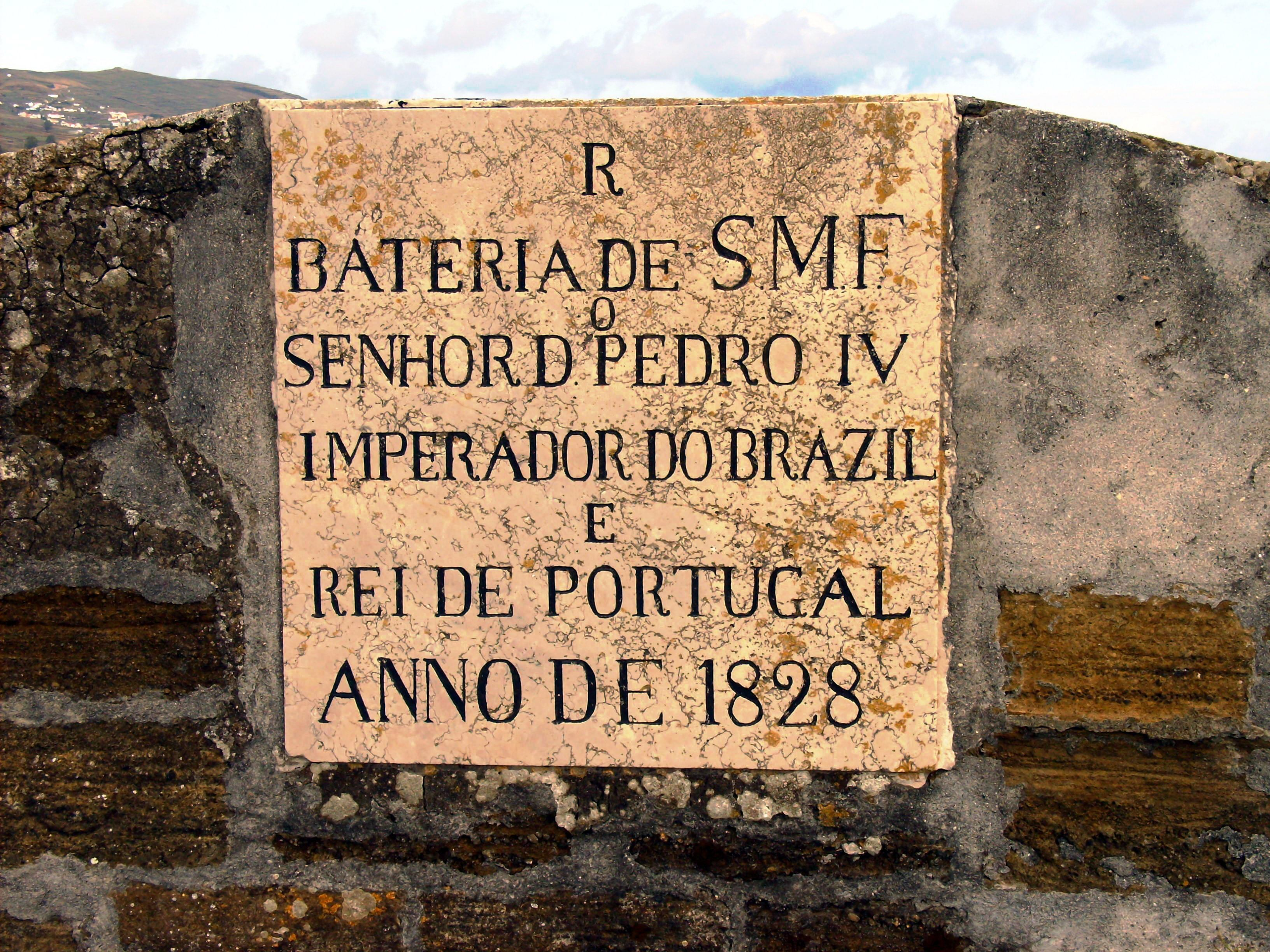
Fortaleza de São João Baptista: Batería de D. Pedro IV (1828).

En el contexto de la Revolución de Oporto de 1820, fue esta fortaleza la primera en levantarse en favor del movimiento liberal, encabezado por el capitán general Francisco António de Araújo e Azevedo el 2 de abril de 1821.

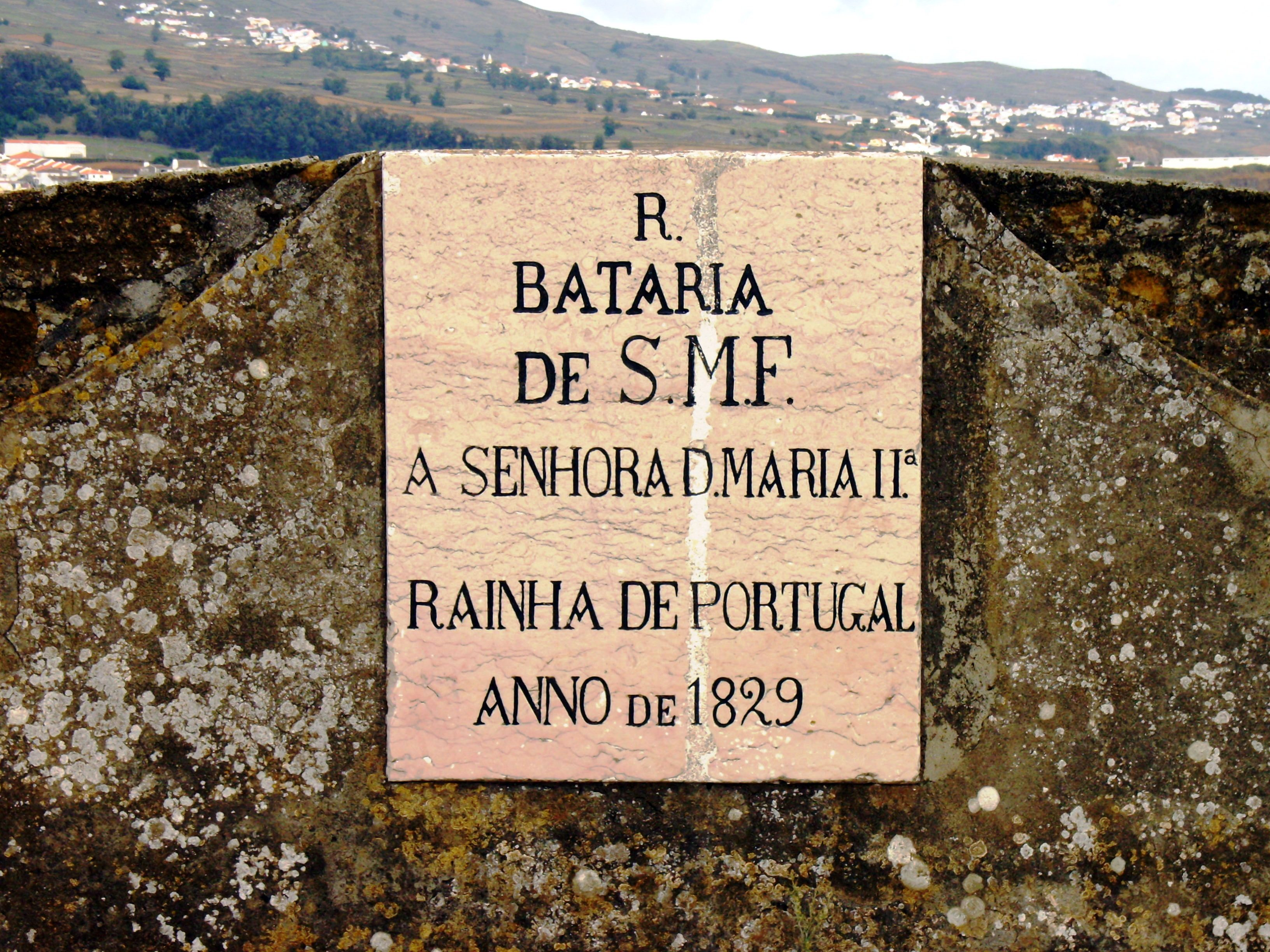
Fortaleza de São João Baptista: Batería de D. Maria II (1829).

Posteriormente, durante la guerra civil portuguesa, el Batallón de Cazadores número 5 restauró en esta fortaleza los derechos de Pedro IV de Portugal y la Constitución, izando por primera vez el pabellón blanco y azul de los constitucionales. La reina María II bordaría para este batallón una bandera con hilos de oro. Junto con el Fuerte de San Sebastián, consiguió expulsar a la escuadra miguelista de la bahía de Angra.
En esta fortaleza estuvo detenido el rey Gungunhana entre 1896 y 1906.

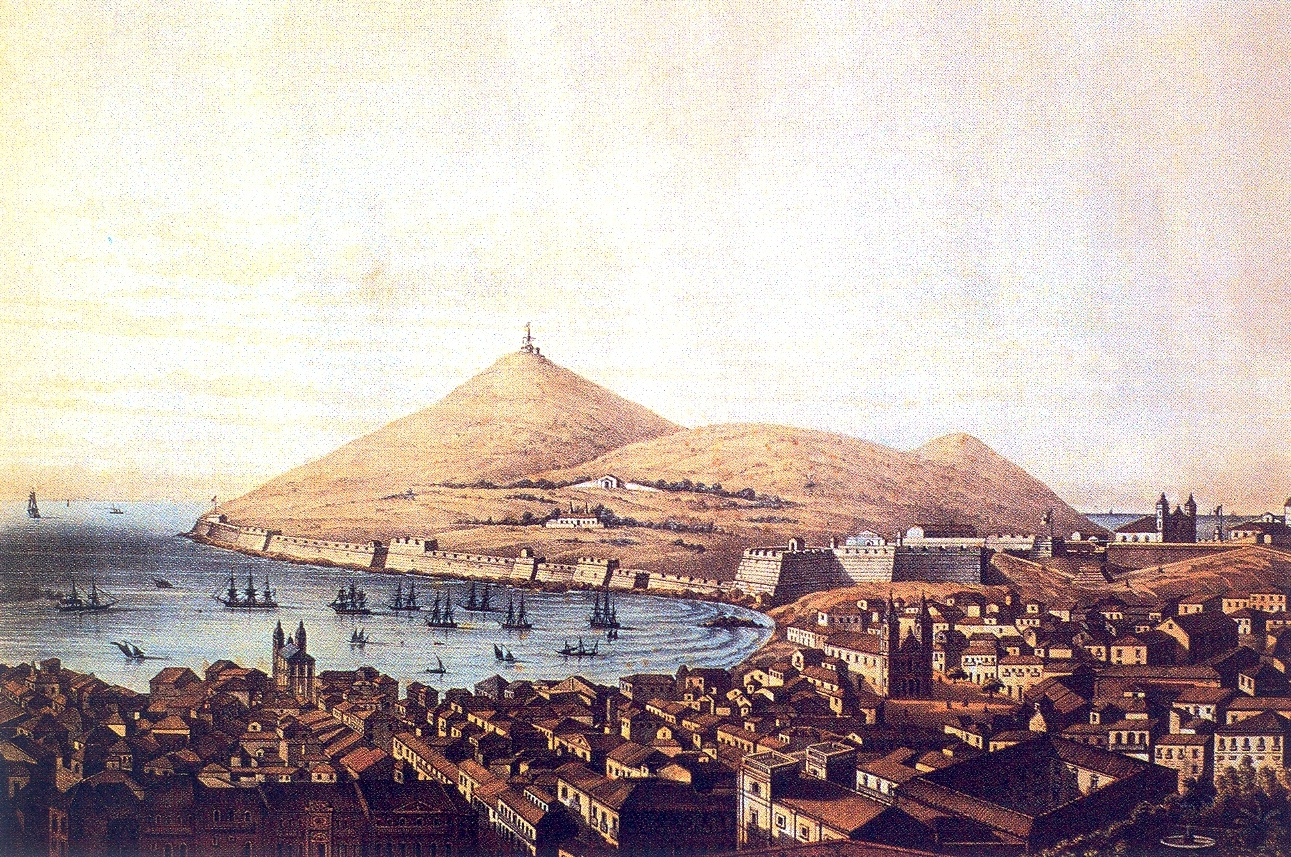
"A Baía de Angra do Heroísmo, Ilha Terceira, com embarcações e a Fortaleza de S. João Baptista". Grabado de Lebreton (1850), Biblioteca Nacional do Brasil, Río de Janeiro.

### sigloXXhasta la actualidad

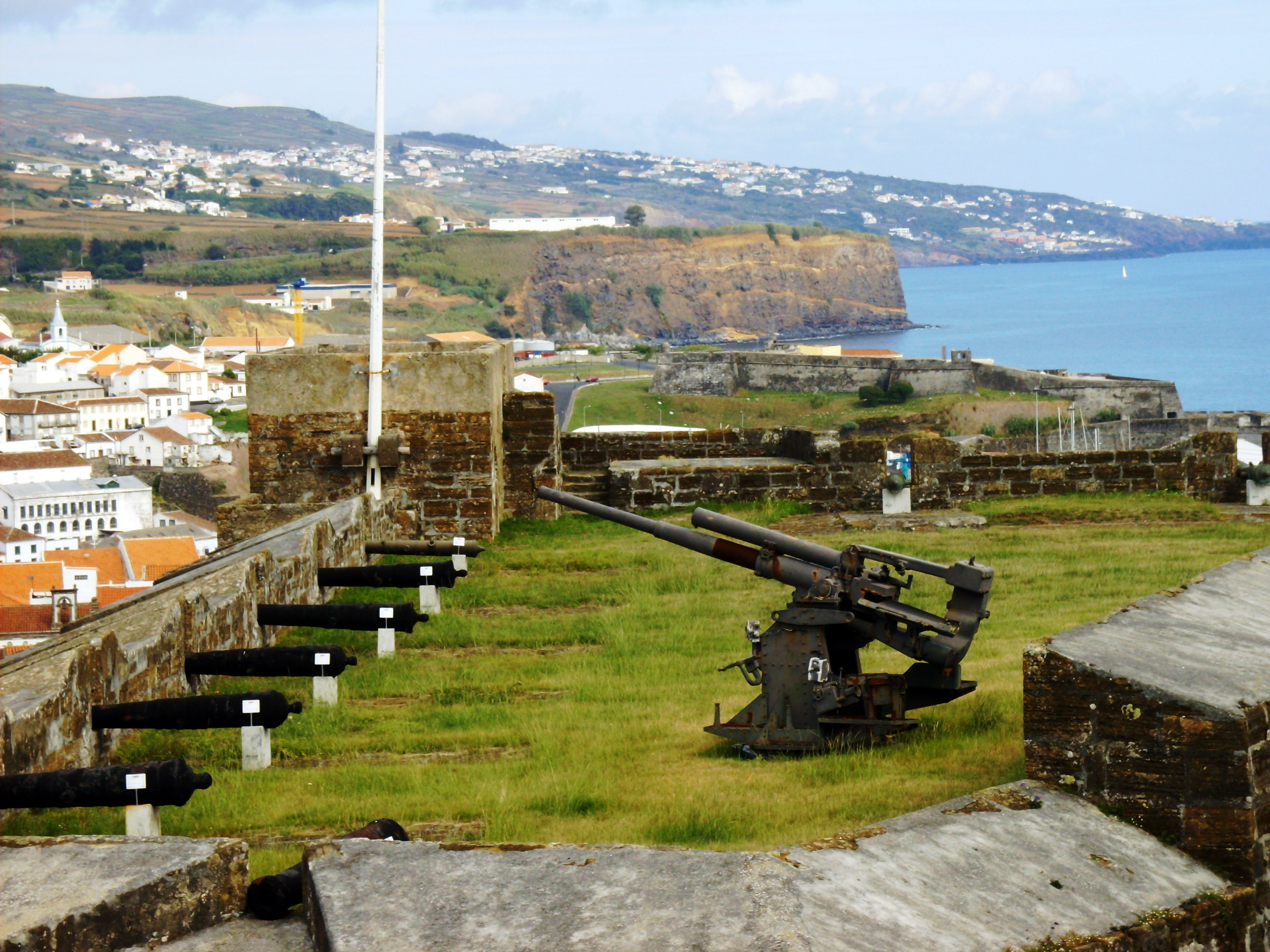
Fortaleza de São João Baptista: núcleo museológico.

En el siglo XX se utilizaron las dependencias del fuerte como Campo de Concentración de los súbditos alemanes obligados a permanecer en Portugal tras el comienzo de la Primera Guerra Mundial.
Posteriormente, otras dependencias fueron utilizadas como prisión política por el Estado Nuevo, creándose un presidio militar en 1933 y un Campo de Prisioneros en 1943.
A mediados de siglo, el plan diseñado por la Comissão da Avaliação das Novas Infra-estruturas das Forças Armadas (CANIFA) decidió la demolición de los edificios situados en el terraplén oeste y de otros al este de la Iglesia.
El conjunto arquitectónico fue declarado Bien de Interés Público según decreto 32.973 de 18 de agosto de 1943, pasando a formar parte del Centro histórico de Angra do Heroísmo, declarado como Patrimonio de la Humanidad por la Unesco en 1983.

## Características
La estructura actual ocupa una superficie de tres kilómetros cuadrados y está formada por un núcleo principal; por el lado norte del istmo presenta una cortina abaluartada situada a 111.5 metros por encima del nivel del mar. Esa muralla, con tres baluartes y dos medio-baluartes se desarrolla en forma de cerca de 570 metros de perímetro, con una altura media de 15 metros y 2,6 de ancho en su parte superior. Ante ella fue excavado un foso con una amplitud media de diez metros y de igual profundidad en algunas zonas. De cada uno de sus extremos se proyectan otras dos cortinas que defienden la península.
Los cinco baluartes que refuerzan la muralla en el istmo de oeste a este, son:
- baluarte de Santa Catarina, sobre Fanal, con siete troneras. En su ángulo saliente se levanta el llamado Torreón de los Mosquitos. Éstá unido por una cortina a lo largo de la que se abren cuatro troneras, al

- baluarte de São Pedro, a la izquierda de la Puerta de Armas, con quince troneras. En su ángulo izquierdo existe un pañol de batería. Se continuaba con una extensa cortina donde en 1766 se abrieron otras seis troneras a la izquierda y siete a la derecha, que no han llegado a nuestros días. El muro, a la derecha de la Puerta de Armas,[2] enlaza con el

- baluarte da Boa Nova, de dieciseistroneras. En su ángulo saliente existen dos almacenes, coronados por el llamado Torreão da Bandeira, donde se levanta el mástil de la bandera. El frente de este baluarte pasó a conocerse como batería de D. Pedro IV, durante las Guerras Liberales, según la inscripción existente en una lápida de mármol. El tramo de muralla que continúa estaba equipado con seis piezas, siendo rebautizado como Batería de D. Maria II. En el extremo sur se sitúa la batería de Malaca. Desde esa batería, cruzando sobre la Puerta de Armas desciende una escalera a un antiguo jardín, desde el que se llega al

- baluarte do Espírito Santo, sobre el llamado Campo do Relvão, donde se abren cuatro troneras y tres almacenes y que enlaza a través de un lienzo de muralla con seis troneras al

- baluarte de Santa Luzia, con cinco troneras y almacén, que se continúa por dos paños de muralla. En este baluarte se construyó en 1849 un almacén conocido como Nuevo Almacén. También se sitúa aquí el antiguo Laboratorio de Artillería que sustituyó al antiguo, destruido por un incendio en mayo de 1821

A la izquierda de la fortaleza, junto al Baluarte de Santa Catarina se conserva la Batería do Arsenal, con cinco cañoneras.
El Baluarte de Santa Luzia enlaza con la muralla de Santo António, a lo largo de la costa este del Monte Brasil, con aproximadamente un kilómetro de extensión en sentido norte-sur, donde se hallan:
- la Porta do Portinho Novo
- la Porta do Cais da Figueirinha
- el Reduto dos Dois Paus;
- el Reduto de São Francisco;

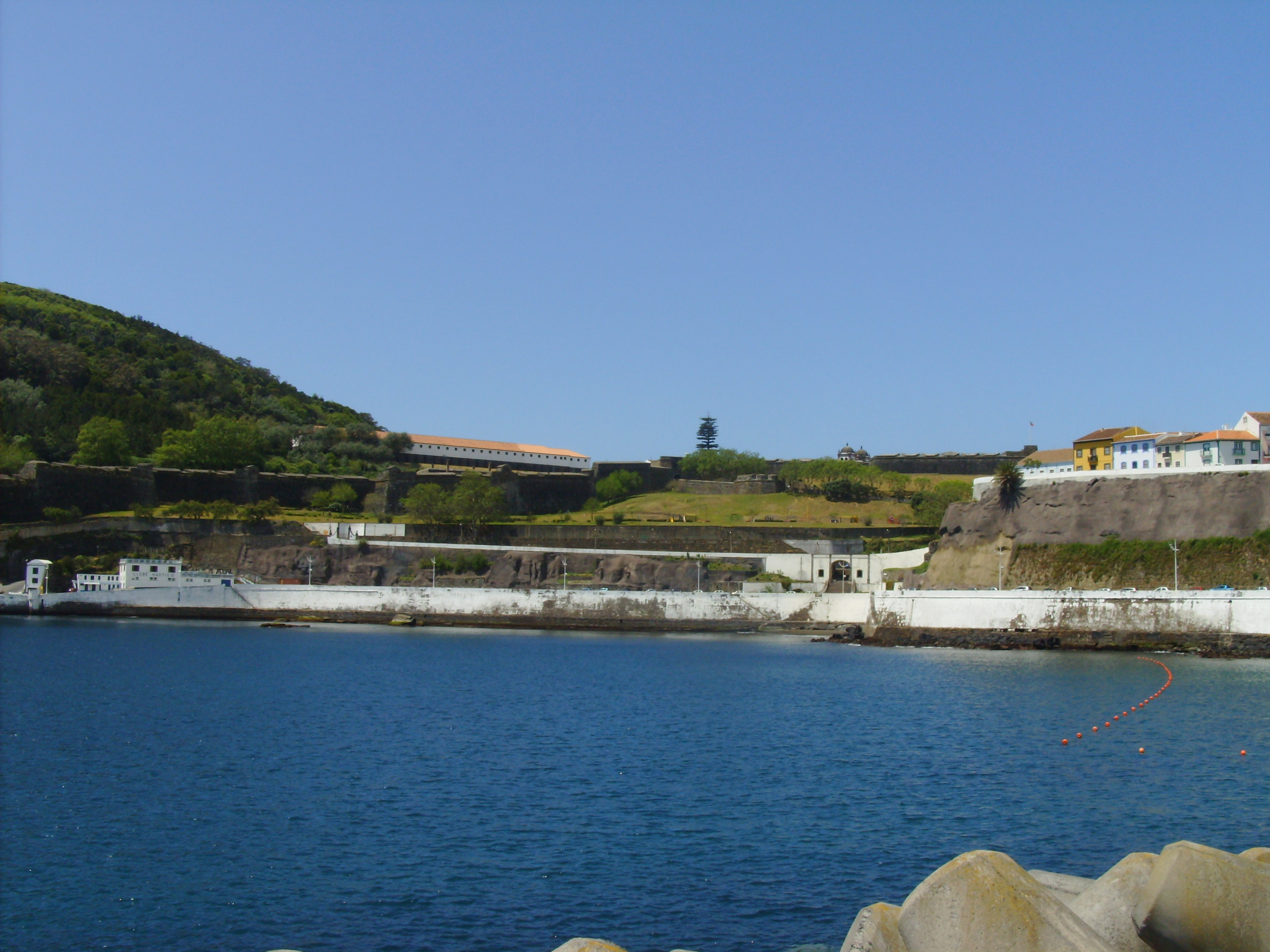
Baía de Angra: al fondo, las murallas de la Fortaleza de São João Baptista.

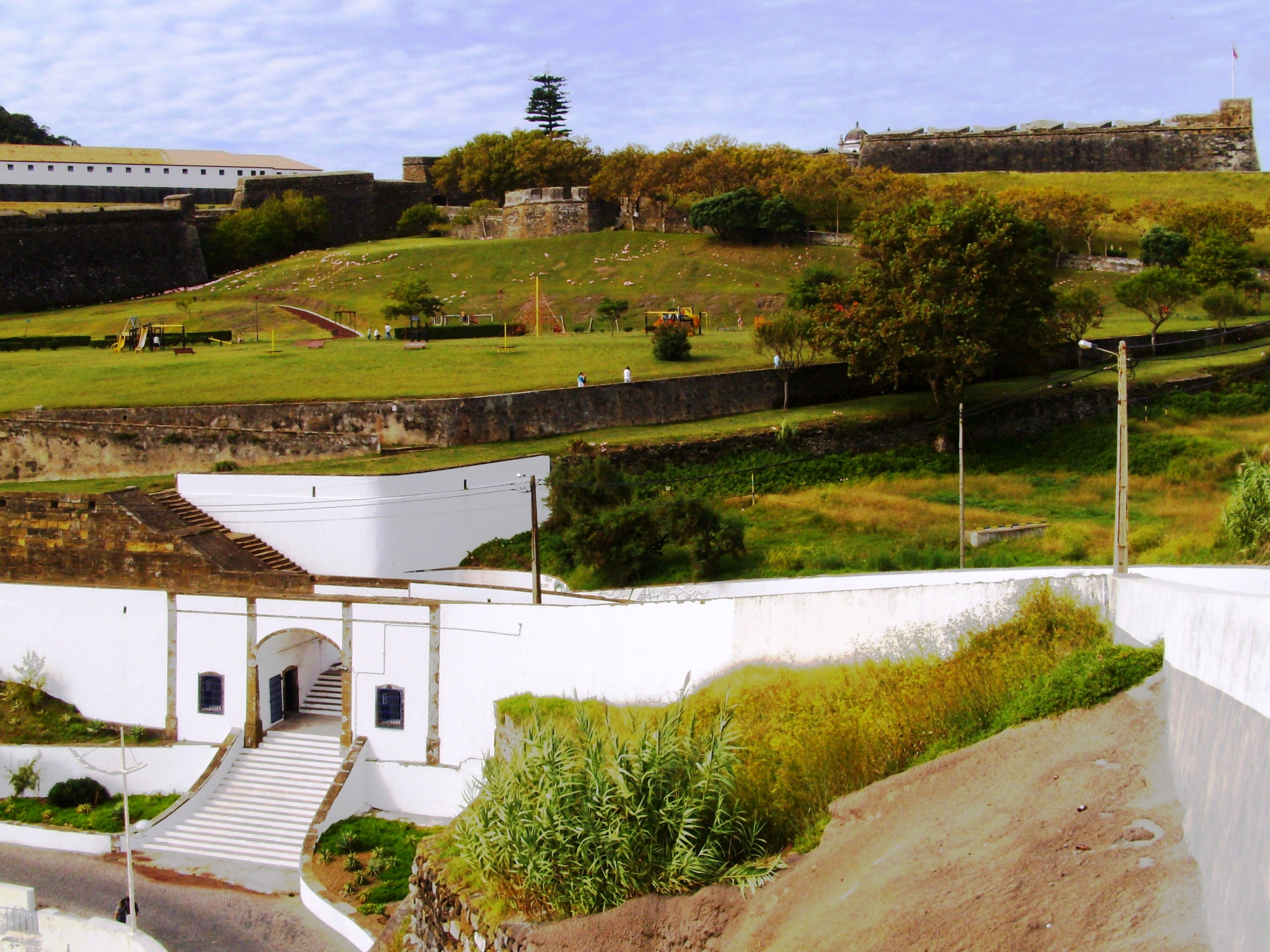
Puerta hacia la bahía de Angra.

- el Forte de São Benedito do Monte Brasil (Reduto dos Três Paus);
- el Reduto de Santo Inácio;
- el Forte de Santo António do Monte Brasil.

En el lado sudeste de la península, mirando a mar abierto, la defensa corre a cargo del Forte da Quebrada. En situación dominante hacia el Sudoeste, se encuentra la Vigia da Baleia.
El lado oeste de la muralla, también de un kilómetro, comprende en sentido sur-norte:
- la Batería da Constituição;
- el Forte de São Diogo do Monte Brasil (Forte do Zimbreiro);
- la Batería da Fidelidade;
- el Reduto General Saldanha;
- el Reduto de São Gonçalo;
- el Reduto de Santa Cruz;
- el Reduto de Santa Teresa;
- el Cais do Castelo.

En el recinto de la fortaleza se abren cuatro cisternas:
- En el interior del castelo, con capacidad para 1.500 metros cúbicos;
- en el Forte de Santo António;
- en el Forte da Quebrada;
- en la muralla del Forte do Zimbreiro, donde fue excavada una gruta, de cuya bóveda brota agua durante todo el año.

## Curiosidades
- Está acreditado que ésta es la mayor fortaleza construida por España en todo el mundo;
- Estaba protegida, en su época, por mil quinientos hombres de infantería y cuatrocientas piezas de artillería de diversos calibres;
- La contaminación de las aguas de sus depósitos provocó una epidemia entre sus defensores que acabaría llevando a la rendición de la plaza en 1642;
- Sobre la Puerta de Armas está grabado un escudo con las armas portuguesas (en sustitución de las filipinas) y una lápida conmemorativa de la consagración a la Inmaculada Concepción, ambas posteriores a la rencidición española;
- El primitivo acceso al fuerte se realizaba por un pasarela de madera sobre un foso, sustituida posteriormente por un puente de diez arcos en cantería que llevaba a un puente levadizo;
- Excavado en roca volcánica, a continuación de la entrada, se encuentra el Cuerpo de Guardia, con las antiguas mazmorras filipinas que fueron abandonadas en el siglo XVIII y recuperadas tras el golpe de Estado del 28 de mayo de 1926, cuando la fortaleza fue reconvertida en prisión política;
- En la Plaza de Armas se levanta el Palácio do Governador, levantado sobre un pavimento excavado en la roca;
- En 1645 se construyó en el interior la primera iglesia del país tras la independencia de Portugal;
- En el edificio anexo al Palácio do Governador vivió Alfonso VI de Portugal, durante su exílio, entre 1669 y 1674;
- Es el cuartes de tropas operativas más antiguo de Portugal, con una permanencia ininterrumpida de cuatrocientos años;
- El Regimento de Angra do Heroísmo (RG1), es la organización militar más occidental de Portugal y Europa.

## Galería de imágenes

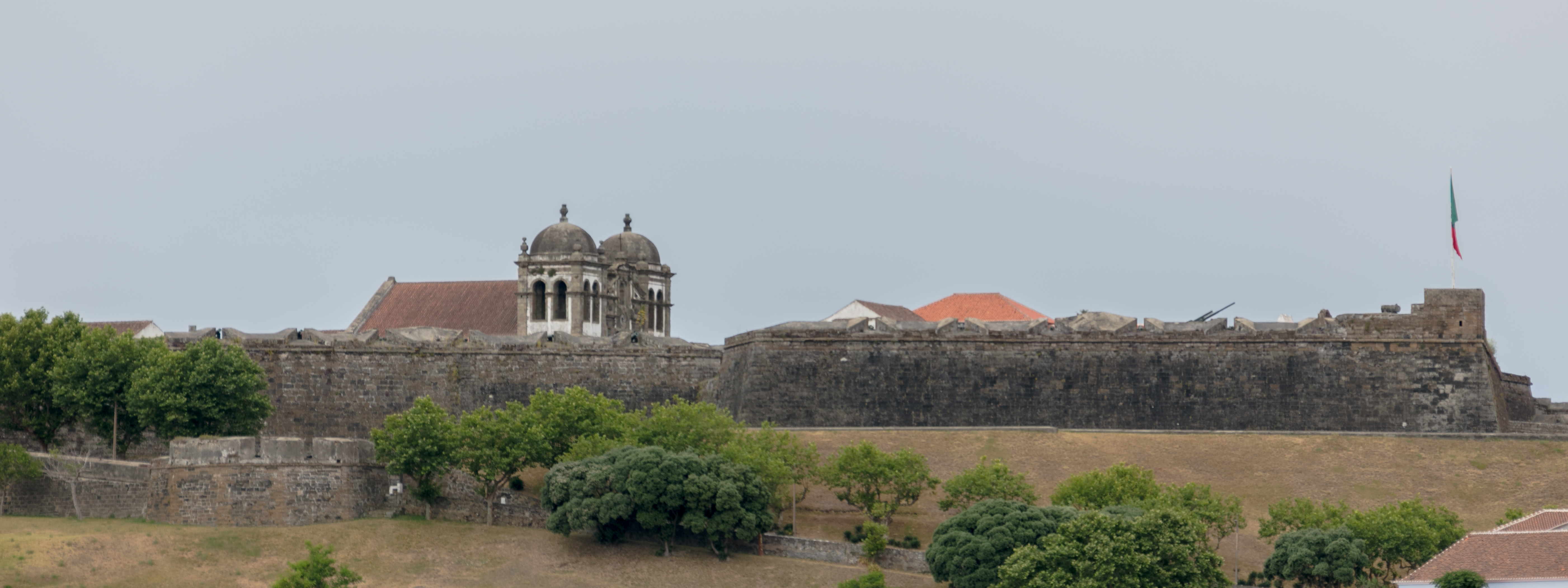
Vista general de la fortaleza.
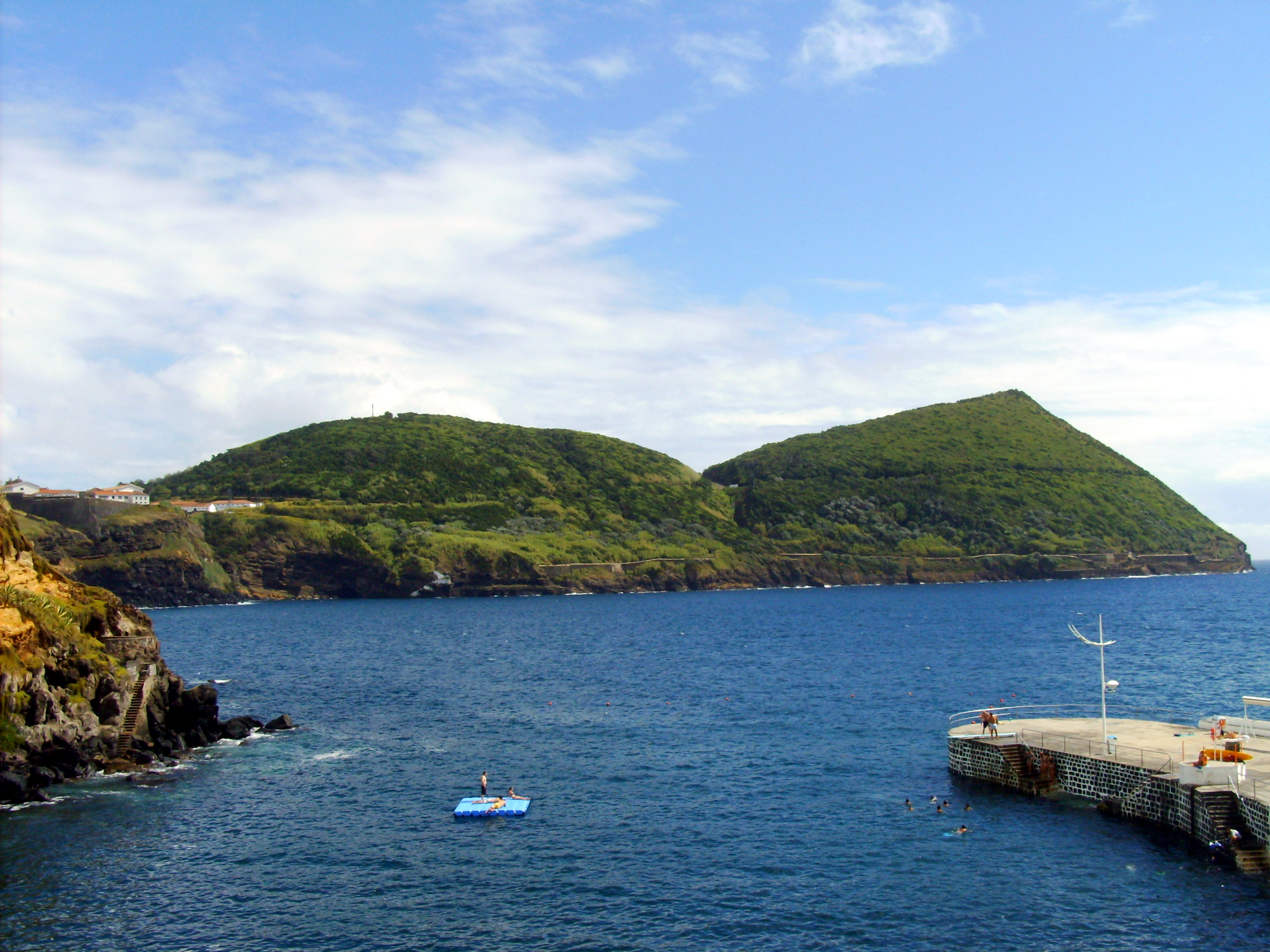
Monte Brasil visto desde la bahía de Fanal; en segundo plano, a la izquierda, un trozo de las murallas de la fortaleza.
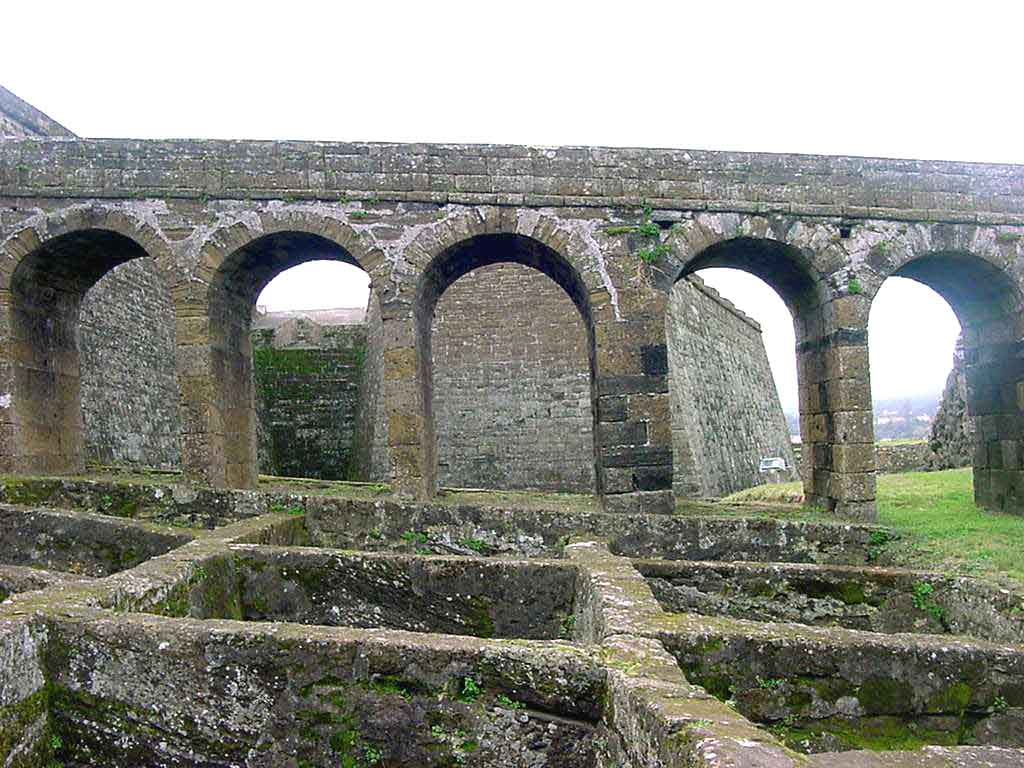
Puente de acceso a la Puerta de Armas.
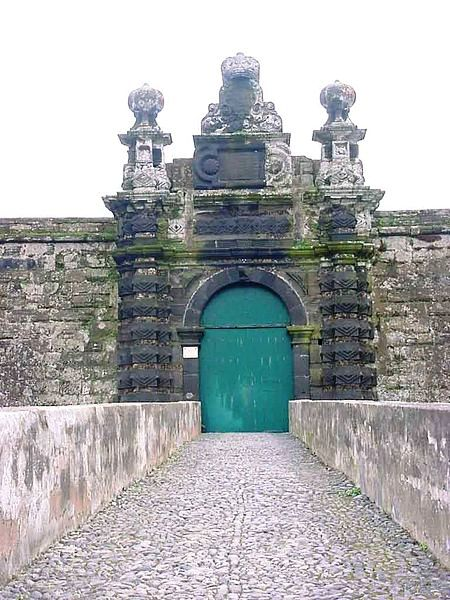
Puerta de Armas (estilo manierista).
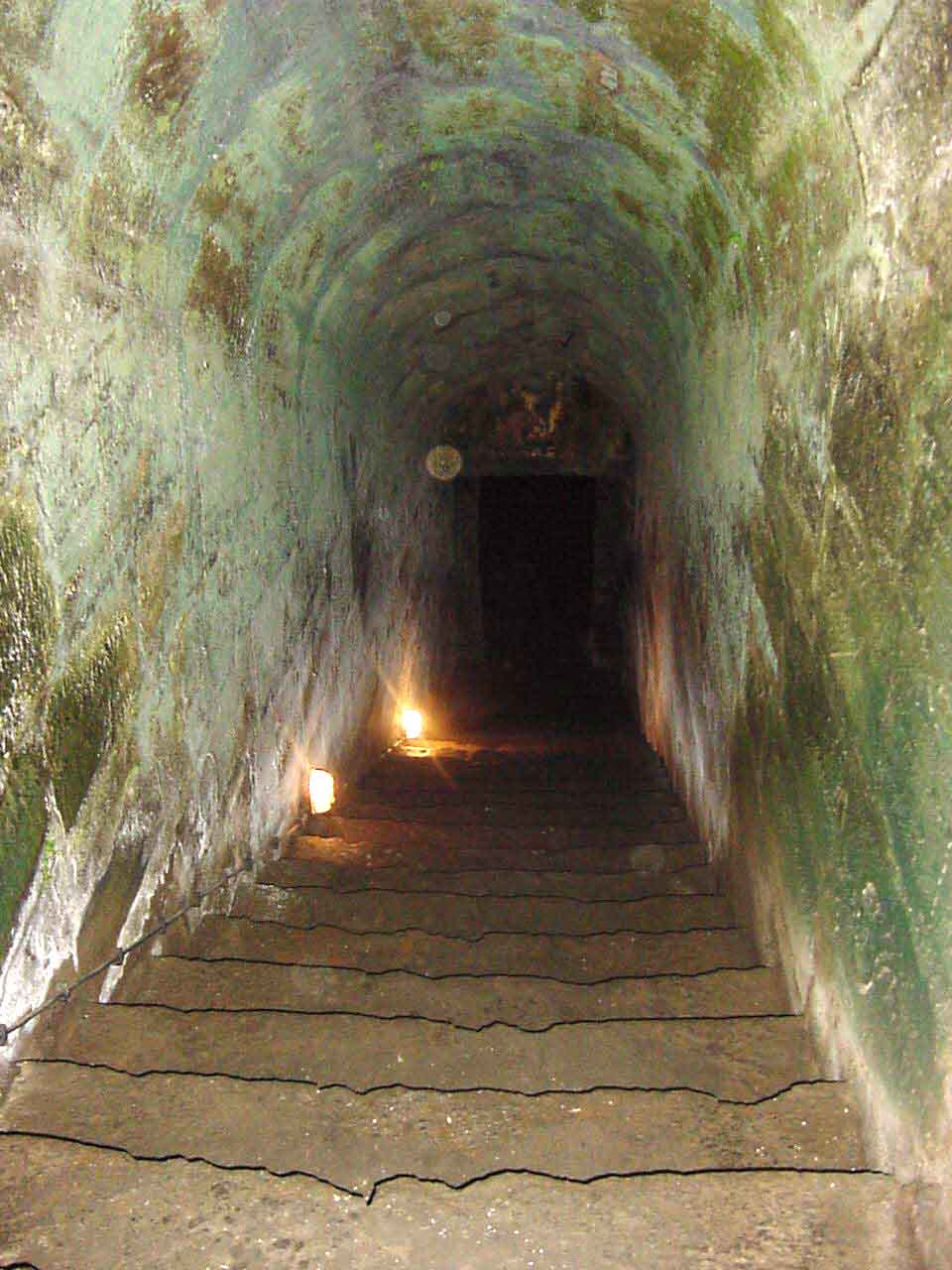
Escalera interna de acceso a una de las poternas.